# 索萨 (费尔盖拉什)
索萨 (费尔盖拉什)是葡萄牙波尔图区的一个堂区。总面积1.52平方公里，总人口1080人，人口密度710.5人/平方公里。